# Sveti Štefan (Šmarje pri Jelšah, Slovenija)
Sveti Štefan je naselje u slovenskoj Općini Šmarje pri Jelšahu. Sveti Štefan se nalazi u pokrajini Štajerskoj i statističkoj regiji Savinjskoj. 

## Stanovništvo
Prema popisu stanovništva iz 2002. godine naselje je imalo 126 stanovnika.